# Tertius Losper
Tertius Claude Losper (Windhoek, 22 novembre 1985) è un rugbista a 15 namibiano che gioca nel ruolo di estremo.

## Biografia
Originario della Namibia, ex protettorato sudafricano, Losper ebbe il suo primo contratto professionistico proprio nel confinante Paese, quando, dopo la presenza alla Coppa del Mondo di rugby 2007 con la selezione namibiana, fu ingaggiato per la Currie Cup dai Blue Bulls di Pretoria.
Dopo la fine dell'esperienza sudafricana, è tornato a Windhoek per militare nei FNB Western Suburbs; nel 2011 si guadagnò una seconda convocazione alla Coppa del Mondo; a livello internazionale esordì nel 2007 in Coppa d'Africa contro lo Zambia, e fece anche parte della squadra che si aggiudicò l'edizione 2008-09 del torneo.

## Palmarès
- Africa Cup: 1
Namibia: 2008-09